# Naustárfoss

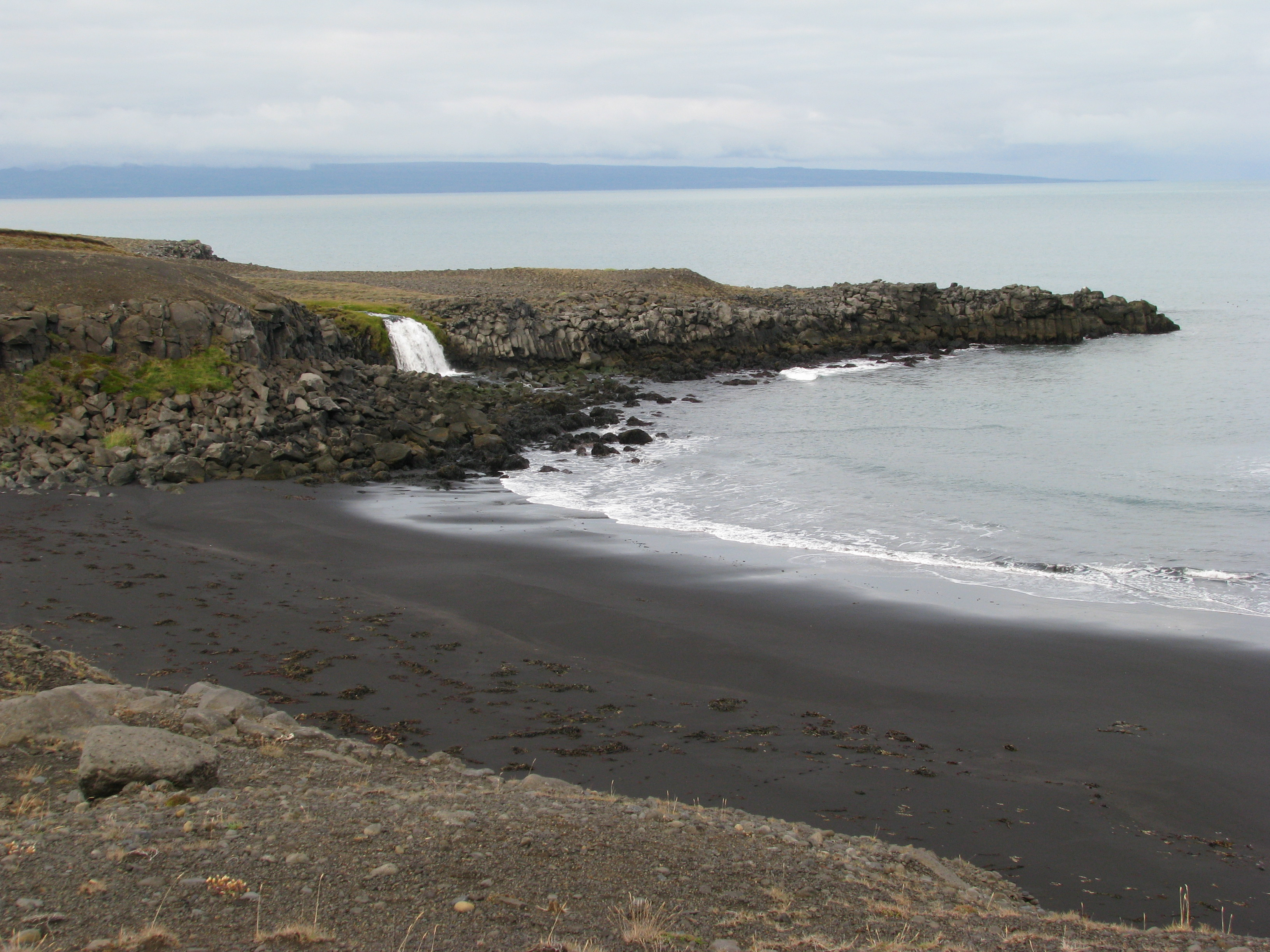
Waterval Naustárfoss

De Naustárfoss is een kleine waterval in het noordoosten van IJsland op het schiereiland Melrakkaslétta. De waterval ligt in het riviertje Naustá. De Naustá stroomt ongeveer 10 kilometer ten zuiden van het plaatsje Kópasker en begint bij de 341 meter hoge berg Núpar. Het is een van de weinige watervallen die op Melrakkaslétta voorkomen. Het water stroomt bij de Naustárfoss over basalt en valt rechtstreeks in de Öxarfjörður.